# Rámí Hamdalláh
Rámí Hamdalláh (arabsky رامي الحمد الله‎, Rámí al-Hamdu-l-Láh; * 10. srpna 1958 Anabta) je palestinský politik a akademik, od června 2013 do dubna 2019 předseda vlády Státu Palestina.
Dne 2. června 2013 ho palestinský prezident Mahmúd Abbás jmenoval předsedou vlády, kde nahradil Saláma Fajáda. Jeho jmenování nebylo uznáno Hamásem, s nímž toto rozhodnutí nebylo konzultováno. Je členem Fatahu; BBC však uvádí, že je politicky nezávislý. Dne 20. června 2013 nabídl svou rezignaci, kterou Abbás přijal 23. června. Šest týdnů poté ho Abbás požádal, aby sestavil novou vládu, což učinil 19. září 2013. Do čela vlády jednoty byl jmenován 2. června 2014 a z této funkce odstoupil 29. ledna 2019.

## Raný život a vzdělání
Narodil se 10. srpna 1958 v Anabtě na Západním břehu Jordánu. V roce 1980 absolvoval Jordánskou univerzitu a v roce 1982 získal titul Master of Arts na Manchesterské univerzitě. V roce 1988 dokončil doktorské studium lingvistiky na Lancaster University.

## Kariéra
Premiérskou přísahu složil 6. června 2013 a ve funkci nahradil Saláma Fajáda. Pouhé dva týdny po nástupu do funkce však podal demisi, údajně v důsledku zasahování do jeho pravomocí ze strany Abbásových pomocníků. Dne 23. června 2013 Abbás rezignaci přijal, ale jmenoval ho předsedou prozatímní vlády.
Šest týdnů po rezignaci ho Abbás požádal, aby sestavil novou vládu, což učinil 19. září 2013.
Dne 13. března 2018 přežil během své návštěvy Pásma Gazy pokus o atentát.
Dne 29. ledna 2019 předal se svou vládou demisi prezidentu Abbásovi, který ji následující den přijal. Předsedou vlády byl až do dubna 2019, kdy ho nahradil Mohammad Štajje.

## Osobní život
Tři z jeho dětí, jedenáctiletá dvojčata a devítiletý chlapec, zahynuly v roce 2000 při autonehodě. Poté se mu s manželkou narodila další dcera.